# Розжалування Хай Жуя
«Розжалування Хай Жуя» (кит.: 《海瑞罷官》, піньінь «Hǎi Ruì bà guān») — історична п'єса китайського вченого-історика, фахівця з династії Мін, і діяча компартії У Ханя (кит. (кит.: 吴晗, піньінь Wu Han; 1909—1969).
Заснована на його ж однойменній статті, поставлена 11 лютого 1961 року трупою Пекінської опери. Присвячена історії мінського чиновника Хай Жуя, розжалуваного за свою чесність і безкомпромісність.
Мао Цзедун і Яо Веньюань угледіли в цьому натяк на долю маршала Пен Дехуая, відправленого у відставку після критики їм у 1959 році політики Великого Стрибка. Мао Цзедун заявив: «Імператор Цзяцзин розжалував Хай Жуя, а ми в 1959 р. розжалували Пен Дехуая. Пен Дехуай — це той же Хай Жуй». У листопаді 1965 в шанхайській газеті «Веньхуей бао» була опублікована стаття Яо Веньюаня «Про нову редакцію історичної драми „Розжалування Хай Жуя“» (评新编历史剧《海瑞罢官》), яка стала однією з перших подій «культурної революції». П'єса була названа в статті «антисоціалистичною отрутною травою». Мер Пекіна Пен Чжень, покровитель У Ханя, який був його заступником, очолив «Групу п'яти» і намагався звести критику до наукової дискусії, проте його спроба не увінчалася успіхом: сама група незабаром була розгромлена, а У Хань помер у в'язниці.
Тим часом цей історичний образ був наведений як приклад для наслідування самим Головою. На думку Мао (квітень 1959), «Китаю було потрібно більше Хай Жуїв» (P. Short, Mao: a Life, p. 495, цит. Miscellany of Mao Tse-tung Thought I, 1974, стор. 176)